# Sipan Shiraz
Sipan Shiraz (em armênio/arménio:   Սիփան Շիրազ , Սիփան Շիրազ, Erevan, 1967- ibidem, 25 de junho de 1997) fou um poeta, pintor e escultor da Armênia.

## Biografia
O seu pai era o poeta Hovhannes Shiraz. Estudou no Instituto de Arte de Erevan. Trabalhou na rádio de Erevan e foi membro da União de escritores de Arménia. Segundo o poeta Artashes Ghazaryan, "Sipan viveu como um meteoro".
Faleceu aos 29 anos e está enterrado no Panteão do cemitério central de Erevan.